# Nacerdes carniolica
Nacerdes carniolica (Gistl, 1834) è un coleottero appartenente alla famiglia Oedemeridae.

## Descrizione

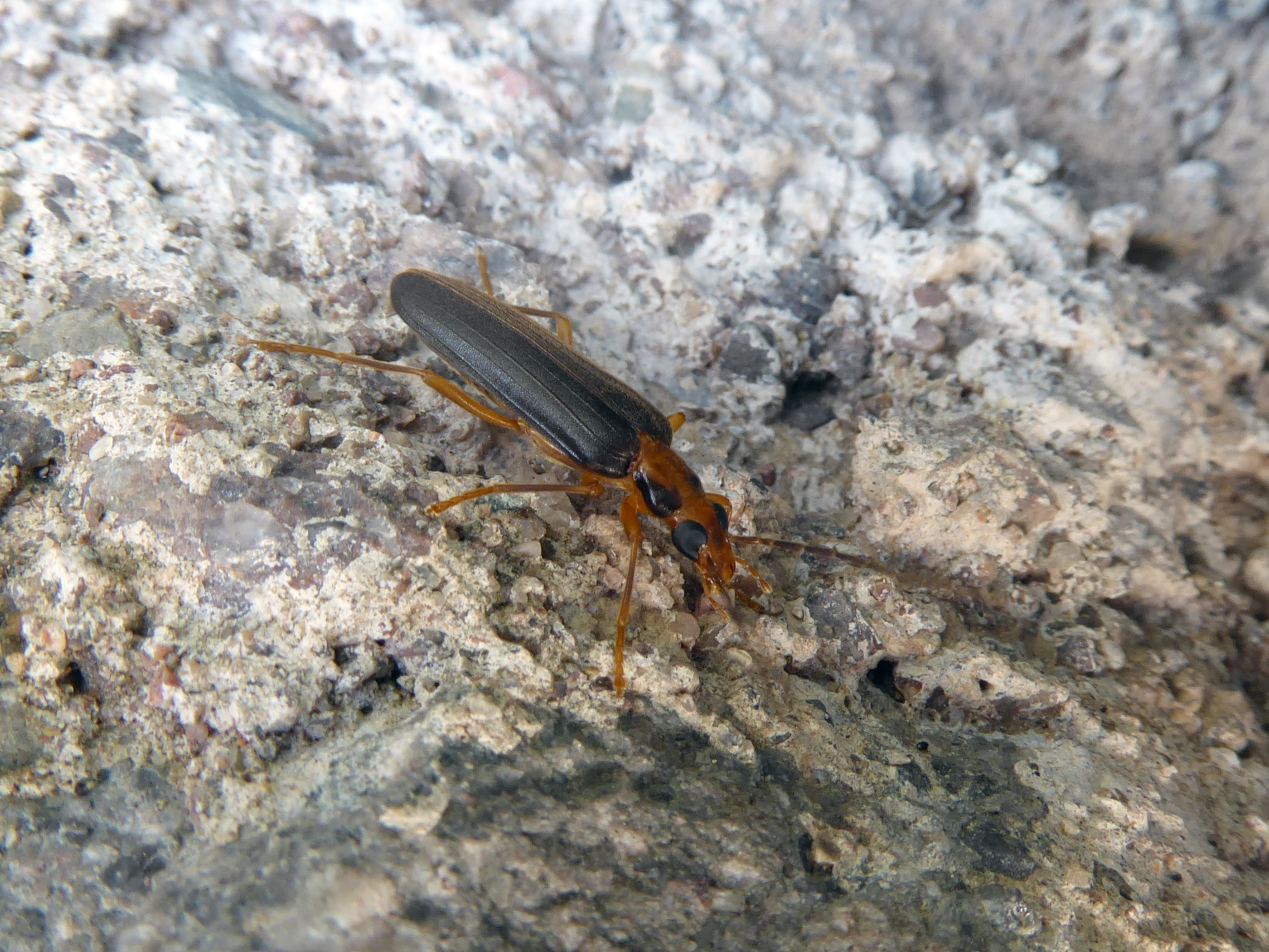
Esemplare fotografato a Piazzo (Segonzano, Trentino-Alto Adige)

L'adulto, che è lungo dagli 11 ai 15 mm, è di colore arancio-marroncino, mentre le elitre sono marrone scuro o nere; il pronoto è molto ristretto all'indietro e nettamente più stretto delle elitre e presenta su ciascun lato una macchia nera. Le antenne sono lunghe e sottili e raggiungono il centro delle elitre.

## Biologia
È una specie che si nutre di legno morto di varie specie di albero. Gli adulti sono visibili da luglio a settembre e sono attivi la notte, restano invece nascosti durante il giorno.

## Distribuzione e habitat
La specie è ben attestata in Francia e nelle regioni limitrofe e, sparsamente, è documentata anche in altre parti d'Europa.

## Tassonomia
La specie include tre sottospecie:
- Nacerdes carniolica subsp. atlantica Allemand, 1993
- Nacerdes carniolica subsp. carniolica (Gistel, 1834)
- Nacerdes carniolica subsp. peloponesica Svihla, 1991